# Wohn- und Geschäftshaus Catharinenstraße 17

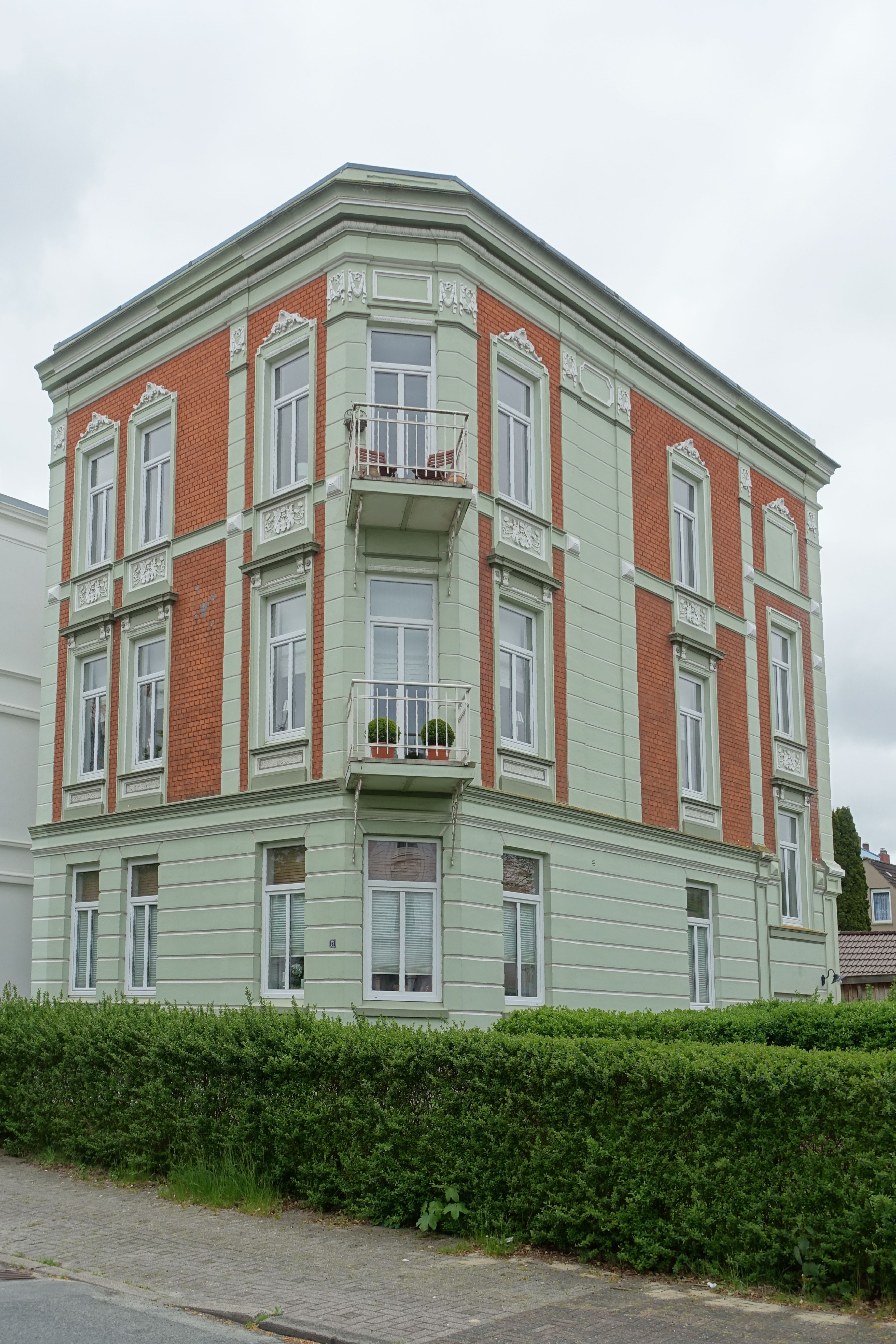
Wohn- und Geschäftshaus Catharinenstraße 17 (2023)

Das Wohn- und Geschäftshaus Catharinenstraße 17 in der niedersächsischen Kreisstadt Cuxhaven im Landkreis Cuxhaven stammt vom Anfang des 20. Jahrhunderts. Aktuell (2024) wird es als Wohnhaus genutzt.
Das Gebäude steht unter Denkmalschutz (siehe auch Liste der Baudenkmale in Cuxhaven).

## Geschichte und Beschreibung
Um 1900 wurde westlich des Grünen Wegs in Cuxhaven auf den Ländereien der Gärtnerei Otto Höpcke ein Wohngebiet neu erschlossen. Stil-, material- und regionstypische ein- bis viergeschossige Bauten der Zeit entstanden. Die Straße entstand 1892/94, die Bürgersteige 1912. Sie wurde nach Catharina Höpcke, der Mutter des Erbauers, benannt.
Das dreigeschossige traufständige repräsentative, teils verputzte und steinsichtige, Eckgebäude auf Sockel mit Flachdach wurde um 1906 gebaut. Die mit Stuck- und Putzornamenten teils im Jugendstil geschmückten Straßeneckfassaden wurden gestaltet mit Lisenen, aufwändigen gestuften Traufgesimsen, Fensterrahmungen, Brüstungen mit figürlichen und floralen Motiven, der Scheinquaderung des Erdgeschosses und Balkonen an der schrägen Ecke. An den Zimmerdecken finden sich teilweise alte Stuckelemente.
Das Haus gehört zu einer Gruppe denkmalgeschützter Wohnhäuser der Catharinenstraße Nr. 2–13, Nr. 17–18, Nr. 23–25, Nr. 46–50 und Nr. 55–64.
Das Landesdenkmalamt befand u. a.: „… Die Wohnsiedlung bietet heute noch das geschlossene Bild eines von schmalen, oft noch durch die originalen Einfriedungen abgegrenzten Vorgärten geprägten Straßenzugs mit offener Wohnbebauung.“